# Climbach (Bas-Rhin)
Climbach (deutsch Klimbach) ist eine französische Gemeinde mit 459 Einwohnern (Stand 1. Januar 2021) im Kanton Wissembourg im Département Bas-Rhin in der Region Grand Est (bis 2015 Elsass). Sie ist Teil des Biosphärenreservats Pfälzerwald-Vosges du Nord.

## Geografie
Climbach liegt westlich der Stadt Wissembourg, hinter dem Pass Col du Pigeonnier, am Rande des Oberen Mundatwaldes und östlich des Lembacher Waldes.

## Geschichte
Bei Grabungen in den Jahren 1970 bis 1984 fand man Relikte, insbesondere Silexe, aus der Mittelsteinzeit in der Gemarkung von Climbach an der Grenze zu Pfaffenbronn. Vorläufer von Climbach war der Weiler Bedebur, der am alten Weg von Wissembourg nach Bitche lag, ungefähr an der Stelle des heutigen Friedhofs, urkundlich 633 und 967 erwähnt. Climbach selbst wird 1371 und 1419 unter dem Namen Kleinbachen erwähnt. Ab dem 15. Jahrhundert findet man die Namen Clenbach, Clienbach und Klynbach. Climbach gehörte zuerst der Familie Puller von Hohenburg, nach deren Aussterben 1482 ging es an die Familie Sickingen über, die es bis zur Französische Revolution besaß.
Mit der Reformation 1546 wurde der Großteil der Bevölkerung protestantisch und teilte sich mit der katholischen Gemeinde die Kirche, ein Simultaneum. Ab 1890 bauten die Katholiken eine eigene Kirche, die 1896 geweiht wurde.
Climbach war immer ein armes Dorf. Die Böden in seiner Umgebung sind nicht fruchtbar. Die Bauern verdienten ein Zubrot durch das Sammeln von Heidelbeeren und Brennholz. Erst mit dem Bau der Militärstraße von Wissembourg nach Bitche  im 18. Jahrhundert wurde Climbach verkehrlich erschlossen. Die Einwohner arbeiten heute meist in Lembach, Wissembourg oder Deutschland.

### Bevölkerungsentwicklung
| Jahr      | 1962 | 1968 | 1975 | 1982 | 1990 | 1999 | 2006 | 2018 |
| --------- | ---- | ---- | ---- | ---- | ---- | ---- | ---- | ---- |
| Einwohner | 443  | 458  | 459  | 514  | 480  | 516  | 473  | 435  |

## Wappen
Wappenbeschreibung: In Silber ein rotes Herz von zwei gekreuzten blauen Pfeilen durchstoßen.

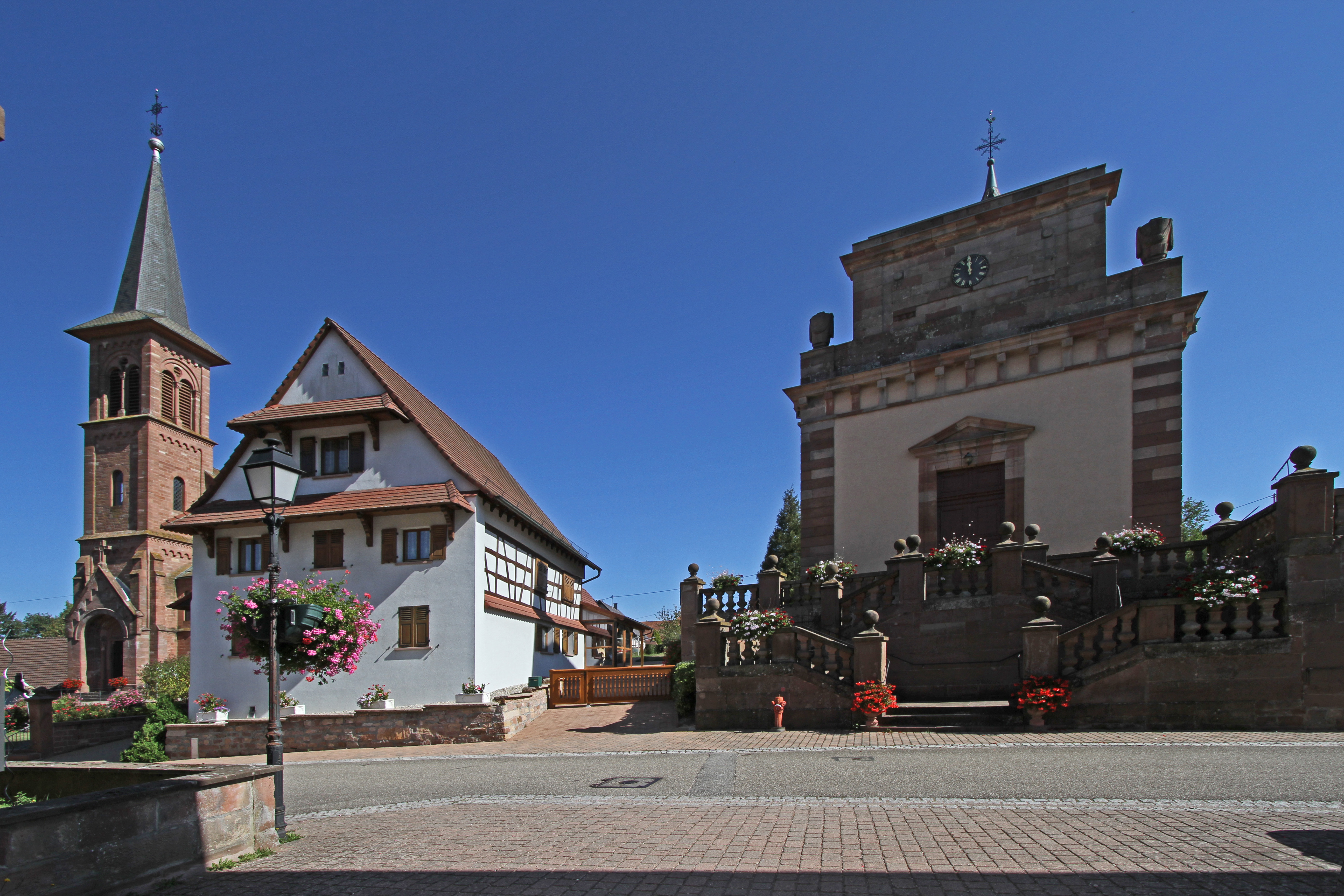
Katholische und protestantische Kirche

## Kultur und Sehenswürdigkeiten
Im Wald von Climbach finden sich die Reste einer Kapelle, die am Platz einer heidnischen Kultstätte um das Ende des 12. Jahrhunderts von einem Eremiten erbaut wurde. Ein Jahrhundert später wurde der hölzerne Bau von den Zisterziensern durch eine Sandsteinkirche ersetzt, nachdem der Platz zu einem Wallfahrtsort geworden war. Vermutlich im Dreißigjährigen Krieg wurde die Kapelle zerstört. Einige Mauern aus dem 14. Jahrhundert und vor allem ein Spitzbogen sind erhalten. An ein Schiff mit den Maßen 11,8 m × 8,2 m war ein Chor mit einer Länge von 7,7 m angebaut. Behauene Altarsteine der Climbacher Kapelle können im Museum Westerkamp in Weißenburg besichtigt werden.
Innerhalb des Kapellenbereichs entspringt der Climbronn, der aufgrund der ihm zugesprochenen Heilkräfte im Mittelalter ein wesentlicher Grund für die Wallfahrten an diesen Ort war.

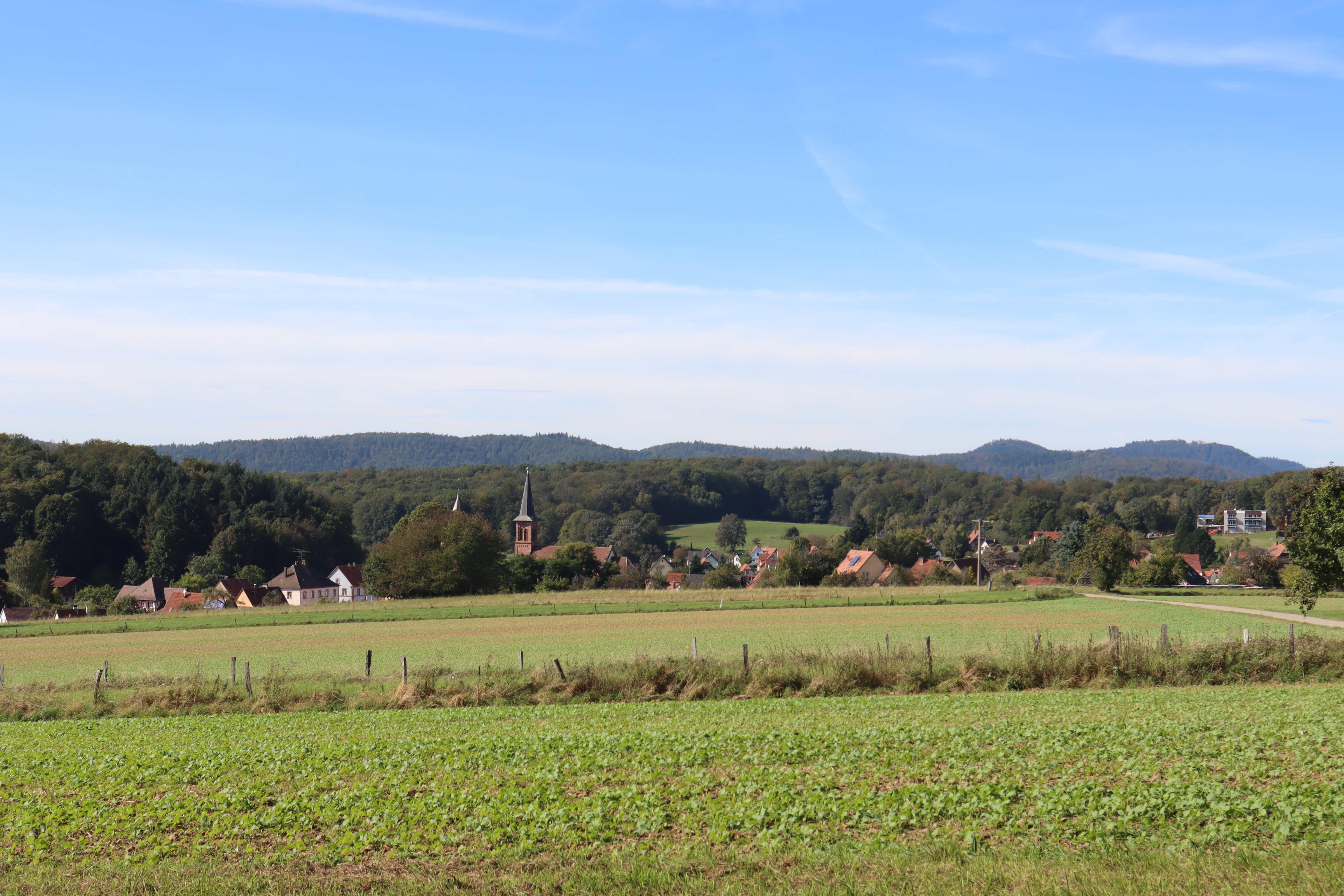
Blick von der Kapelle auf Climbach

Auch bei Climbach verlief die Maginot-Linie, deren Spuren man hie und da noch begegnet.

### Das Sanatorium
1896 eröffnete Franz Wolk ein Sanatorium in Climbach zur Behandlung von Lungentuberkulose. Er hatte sich für den Ort wegen seiner Höhenlage (450 Meter) und seiner Abgeschiedenheit entschieden. 1932 übernahmen die Schwestern einer Klostergemeinschaft das Sanatorium, das hauptsächlich für Kinder aus Paris und Nordfrankreich genutzt wurde. 1936 wurden 245 Kurgäste gezählt. Ab 1960 ging die Zahl der kranken Kinder zurück, es wurden nun Kinder aus Problemfamilien betreut. Nachdem das alte Gebäude nicht mehr den Anforderungen entsprochen hatte, werden in einem Neubau etwas außerhalb des Ortes bis heute ca. 60 Kinder betreut. Es wird von der Gesellschaft Maison d'enfants à caractère social Alphonse Oberle (Sozial-Kinderhaus) betrieben. Das alte Sanatorium wird heute von der Gemeinde als Rathaus, Kindergarten und Grundschule genutzt.

## Verkehr
Climbach ist Schnittpunkt diverser Departementsstraßen und liegt u. a. am Weg von Weißenburg nach Lembach.